# Helicogonium transeuntis
Helicogonium transeuntis är en svampart som beskrevs av Baral 1999. Helicogonium transeuntis ingår i släktet Helicogonium och familjen Endomycetaceae.   Inga underarter finns listade i Catalogue of Life.